# Koidu
Koidu (alternativt Koidu-New Sembehun eller Koidu-Sefadu) är en stad i östra Sierra Leone. Det är en av landets största städer och hade cirka 130 000 invånare vid folkräkningen 2015. Koidu är huvudort för Konodistriktet.

## Sport
Fotbollsklubben Diamond Stars spelar i den högsta fotbollsserien (Sierra Leone National Premier League). Klubben representerar Konodistriktet.

## Kända personer från Koidu
- Sam Bockarie, före detta RUF-ledare